# 2008-as Formula–1 belga nagydíj
A belga nagydíj volt a 2008-as Formula–1 világbajnokság tizenharmadik futama, amelyet 2008. szeptember 7-én rendeztek meg a belgiumi Circuit de Spa-Francorchampson, Spában. A versenyt Massa nyerte, mivel Hamilton 25 másodperces büntetést kapott, aki így a győzelem helyett csak a harmadik helyet szerezte meg. A második a BMW-s Nick Heidfeld lett.

## Időmérő edzés

### Az edzés végeredménye
| Helyezés | Versenyző            | Csapat/Motor        | 1. rész  | 2. rész  | 3. rész  |
| -------- | -------------------- | ------------------- | -------- | -------- | -------- |
| 1        | Lewis Hamilton       | McLaren-Mercedes    | 1:46,887 | 1:46,088 | 1:47,338 |
| 2        | Felipe Massa         | Ferrari             | 1:46,873 | 1:46,391 | 1:47,678 |
| 3        | Heikki Kovalainen    | McLaren-Mercedes    | 1:46,812 | 1:46,037 | 1:47,815 |
| 4        | Kimi Räikkönen       | Ferrari             | 1:46,690 | 1:46,298 | 1:47,992 |
| 5        | Nick Heidfeld        | BMW Sauber          | 1:47,419 | 1:46,311 | 1:48,315 |
| 6        | Fernando Alonso      | Renault             | 1:47,154 | 1:46,491 | 1:48,504 |
| 7        | Mark Webber          | Red Bull-Renault    | 1:47,270 | 1:46,814 | 1:48,736 |
| 8        | Robert Kubica        | BMW Sauber          | 1:47,093 | 1:46,494 | 1:48,763 |
| 9        | Sébastien Bourdais   | Toro Rosso-Ferrari  | 1:46,777 | 1:46,544 | 1:48,951 |
| 10       | Sebastian Vettel     | Toro Rosso-Ferrari  | 1:47,152 | 1:46,804 | 1:50,319 |
| 11       | Jarno Trulli         | Toyota              | 1:47,400 | 1:46,949 |          |
| 12       | Nelson Piquet Jr.    | Renault             | 1:47,052 | 1:46,965 |          |
| 13       | Timo Glock           | Toyota              | 1:47,359 | 1:46,995 |          |
| 14       | David Coulthard      | Red Bull-Renault    | 1:47,132 | 1:47,018 |          |
| 15       | Nico Rosberg         | Williams-Toyota     | 1:47,503 | 1:47,429 |          |
| 16       | Rubens Barrichello   | Honda               | 1:48,153 |          |          |
| 17       | Jenson Button        | Honda               | 1:48,211 |          |          |
| 18       | Adrian Sutil         | Force India-Ferrari | 1:48,226 |          |          |
| 19       | Nakadzsima Kadzuki   | Williams-Toyota     | 1:48,268 |          |          |
| 20       | Giancarlo Fisichella | Force India-Ferrari | 1:48,447 |          |          |

## Futam

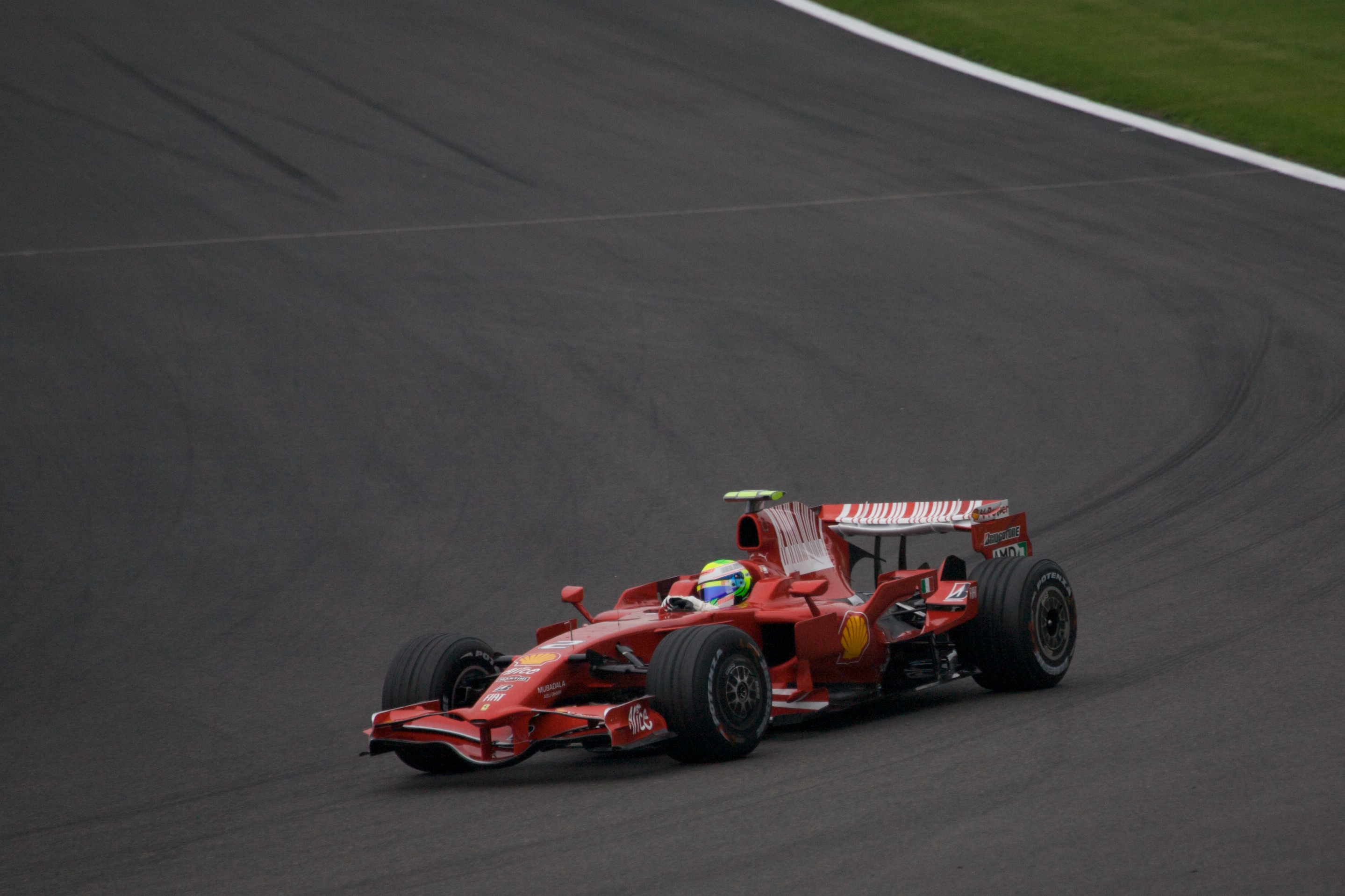
Felipe Massa lett a győztese a futamnak Hamilton büntetése után

Az időmérőjén Hamilton megszerezte az első rajtkockát, Massa második, Räikkönen negyedik lett. A verseny vizes aszfalton kezdődött, és a befutónál is esett az eső. Räikkönen a negyedik helyről körök alatt az elsőre ért fel, és a verseny végéig vezetett. Az utolsó három körben erősen elkezdett esni, Hamilton utolérte a vezető Kimi Räikkönent, és meg is előzte a finnt, igaz, vitatott módon, hiszen a célegyenesre ráfordító kanyart levágta, majd a célegyenesben visszaengedte maga elé riválisát, ám az egyenes végén bevágott elé. A finn nem sokkal ezután a vizes aszfalton kicsúszott, a falnak csapódott és kiesett. Így Lewis Hamilton nyert Spa-Francorchamps-ban, de futam után a versenybírók döntése alapján 25 másodperces büntetést kapott, így a futam győztese Felipe Massa lett, a mcLarenes a harmadik helyre csúszott vissza.
Az ügy újratárgyalására szeptember 22-én került sor, ekkor végleg eldőlt, hogy Massa nyerte a belga nagydíjat. A második helyre Nick Heidfeld ért fel, aki az utolsó körökben intermediate gumikat kapott. Alonso 4., Vettel 5., Kubica 6., Bourdais 7., Webber 8. lett.
| Helyezés | Rajthely | #  | Versenyző            | Csapat/Motor        | Futott kör | Idő/Kiesés oka | Pont |
| -------- | -------- | -- | -------------------- | ------------------- | ---------- | -------------- | ---- |
| 1        | 2        | 2  | Felipe Massa         | Ferrari             | 44         | 1h22:59,394    | 10   |
| 2        | 5        | 3  | Nick Heidfeld        | BMW Sauber          | 44         | + 9,383        | 8    |
| 3        | 1        | 22 | Lewis Hamilton       | McLaren-Mercedes    | 44         | + 10,539*      | 6    |
| 4        | 6        | 5  | Fernando Alonso      | Renault             | 44         | + 14,478       | 5    |
| 5        | 10       | 15 | Sebastian Vettel     | Toro Rosso-Ferrari  | 44         | + 14,576       | 4    |
| 6        | 8        | 4  | Robert Kubica        | BMW Sauber          | 44         | + 15,037       | 3    |
| 7        | 9        | 14 | Sébastien Bourdais   | Toro Rosso-Ferrari  | 44         | + 16,735       | 2    |
| 8        | 7        | 10 | Mark Webber          | Red Bull-Renault    | 44         | + 42,776       | 1    |
| 9        | 13       | 12 | Timo Glock           | Toyota              | 44         | + 1:07,045**   |      |
| 10       | 3        | 23 | Heikki Kovalainen    | McLaren-Mercedes    | 43         | sebességváltó  |      |
| 11       | 14       | 9  | David Coulthard      | Red Bull-Renault    | 43         | + 1 kör        |      |
| 12       | 15       | 7  | Nico Rosberg         | Williams-Toyota     | 43         | + 1 kör        |      |
| 13       | 18       | 20 | Adrian Sutil         | Force India-Ferrari | 43         | + 1 kör        |      |
| 14       | 19       | 8  | Nakadzsima Kazuki    | Williams-Toyota     | 43         | + 1 kör        |      |
| 15       | 17       | 16 | Jenson Button        | Honda               | 43         | + 1 kör        |      |
| 16       | 11       | 11 | Jarno Trulli         | Toyota              | 43         | + 1 kör        |      |
| 17       | 20       | 21 | Giancarlo Fisichella | Force India-Ferrari | 43         | + 1 kör        |      |
| Kiesett  | 4        | 1  | Kimi Räikkönen       | Ferrari             | 42         | kicsúszás      |      |
| Kiesett  | 16       | 17 | Rubens Barrichello   | Honda               | 19         | sebességváltó  |      |
| Kiesett  | 12       | 6  | Nelson Piquet Jr.    | Renault             | 13         | kicsúszás      |      |

* Hamilton a sikán levágása miatt 25 másodperces büntetést kapott

** Glock sárga zászló alatti előzés miatt 25 másodperces büntetést kapott

## A világbajnokság élmezőnyének állása a verseny után
| H  | Versenyzők        | Pont | H  | Konstruktőrök       | Pont |
| -- | ----------------- | ---- | -- | ------------------- | ---- |
| 1  | Lewis Hamilton    | 76   | 1  | Ferrari             | 131  |
| 2  | Felipe Massa      | 74   | 2  | McLaren-Mercedes    | 119  |
| 3  | Robert Kubica     | 58   | 3  | BMW Sauber          | 107  |
| 4  | Kimi Räikkönen    | 57   | 4  | Toyota              | 41   |
| 5  | Nick Heidfeld     | 49   | 5  | Renault             | 36   |
| 6  | Heikki Kovalainen | 43   | 6  | Red Bull-Renault    | 25   |
| 7  | Jarno Trulli      | 26   | 7  | Williams-Toyota     | 17   |
| 8  | Fernando Alonso   | 23   | 8  | Toro Rosso-Ferrari  | 17   |
| 9  | Mark Webber       | 19   | 9  | Honda               | 14   |
| 10 | Timo Glock        | 15   | 10 | Force India-Ferrari | 0    |
| 11 | Nelson Piquet Jr. | 13   | 11 | Super Aguri-Honda*  | 0    |

* A Super Aguri csapat a Török Nagydíjat megelőzően visszalépett anyagi nehézségek miatt.

## Statisztikák
Vezető helyen:
- Lewis Hamilton: 4 (1-2 / 43-44)
- Kimi Räikkönen: 35 (3-12 / 15-25 / 29-42)
- Felipe Massa: 5 (13-14 / 26-28)

Felipe Massa 10. győzelme, Lewis Hamilton 11. pole-pozíciója, Kimi Räikkönen 22. leggyorsabb köre.
- Ferrari 208. győzelme.

Felipe Massa 100. versenye.